# Коккури-сан

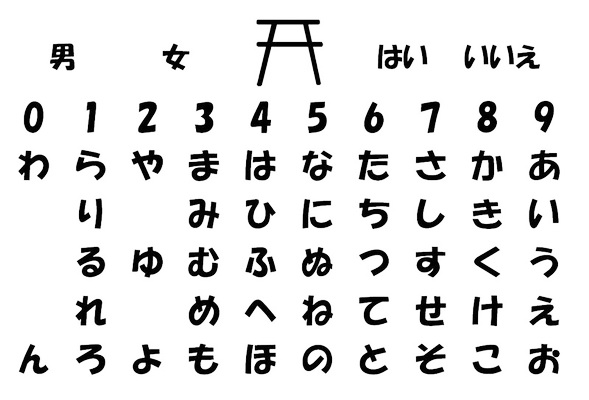
Пример таблицы для гадания

Коккури-сан (яп. コックリさん «таблица поворота») — японский вид гадания с таблицей, 1884 года.
Возможно, коккури распространилось с Запада, некоторые считают из Китая, некоторые, что из Америки.
В 1970-е гг. коккури как игра распространилось в японских школах и получило дурную славу, поскольку, по слухам, сопровождалось несчастными случаями, такими, как внезапные изменения личности гадающих, желание покончить с собой или убивать людей. Директора и родители настоятельно запрещали и запрещают детям заниматься этим.
Листы вызова имеют слова: «Да» (хай) はい или «Абсолютно» (дзэн) 然、 «Нет» (ийе) いいえ или 否 (ия) — справа; «Женщина» (онна) 女и «Мужчина» (отоко) 男 — слева от ворот тории (мужчина и женщина могут отсутствовать, если их нет, то «да» и «нет» пишут по бокам тории).

## Коккури в культуре
В манге «Король-шаман» Хироюки Такэи, коккури использует девочка-шаман Тамао.
В аниме «Sakamoto desu ga?» коккури используют школьницы, спрашивая о Сакамото. На последнем вопросе монетка упала на пол, а за это дух может наслать проклятие. Тогда последний, будто бы вселившись, стал говорить через Сакамото, грозясь забрать тело парня, если девушки не построят ему ворота до звонка (оставалось двадцать минут).
В манге и аниме «Urara Meirocho» главная героиня Урара Кон использует вид гадания коккури, в котором она призывает дух лисы, чтобы получать ответы на вопросы.
Gugure! Kokkuri-san — японская манга в жанре комедии, созданная Мидори Эндо: в 2011 и экранизированное в виде аниме-сериала в 2014-м году
В популярном аниме и манге Great Teacher Onizuka вы так же можете встретить игру Коккури. В самой серии главный герой Онидзука Эйкичи использует Коккури как способ подразнить и разозлить Мураи, который назвал эту игру детской и глупой.